# Marco Estrada
Marco Andrés Estrada (Quillota, 28 mei 1983) is een Chileens profvoetballer die sinds 2013 onder contract staat bij Al-Wahda FC uit de Verenigde Arabische Emiraten. Hij speelt als defensieve middenvelder en kwam eerder onder meer uit voor de Franse club Montpellier HSC.

## Interlandcarrière
Estrada maakte zijn debuut voor de Chileense A-selectie op 7 september 2007 in de vriendschappelijke wedstrijd tegen Zwitserland, die werd gespeeld in Wenen. Chili verloor dat duel met 2-1. Hij viel in die wedstrijd na 66 minuten in voor Arturo Vidal. Estrada nam met Chili deel aan de strijd om de Copa América 2011 en aan het WK voetbal 2010 in Zuid-Afrika.

## Erelijst
Everton de Viña del Mar
- Primera B

2003
 Club Universidad de Chile
- Primera División:

2009 [A]
 Montpellier HSC
- Ligue 1

2012